# マイク・グラハム (ロッククライマー)
マイク・グラハム（Mike Graham、1956年10月31日 -）はアメリカのロッククライマー/フリークライマー。1970～80年代にヨセミテを中心として名を馳せたクライマー集団「Stonemasters（ストーンマスターズ）」創設メンバーのひとり。
当時から自分自身でもクライミング道具やウェアを作成していたマイクは、後に動きやすさとファッション性を両立させたアウトドア・アパレルブランド、Gramicci（グラミチ）やROKX（ロックス）、STONEMASTER（ストーンマスター）などを立ち上げる。

## クライマーとして
ストーンマスターズとは、当時ヨセミテを拠点に数々の初登攀を成し遂げ、ロッククライミングを新たな領域に押し上げていった、南カリフォルニアの若いクライマー達によるグループの名称。他のメンバーには、ジョン・バーカー、トビン・ソレンソン、リック・アコマッツォ、ジョン・ロング、リチャード・ハリソンなどがいた。
マイクはヨセミテだけにとどまらず、英国、フランス、オーストラリア、北米大陸などを幅広く旅し、注目に値するフリークライミングでの初登攀を成し遂げた。エル・キャピタンのマンモステラスのフリー初登攀など、ビッグウォール・フリークライミングにおけるパイオニアでもある。
熱心なクライマーであるだけでなく、古代遺跡の探検家でもある。さらにサーフィン、ウィンドサーフィン、スキューバダイビング、ハイキングなども楽しみ、ヘリコプターの操縦にも長けている。

## アウトドア・ブランドの創始者として
マイクはまた、1978年のアクエリアン・ウォール初登攀を含む初期のエル・キャピタン単独登攀時に、彼自身が制作したハンモックや、後にポータレッジとして知られる簡易テントのプロトタイプを使用するなど、アウトドア・ギアを自作する技術に長けていた。
彼は裁縫も得意で、ガセット付きの股のデザインを特徴としたパンツを80年代初めに開発し、アウトドア・ブランド、Gramicci（グラミチ）を立ち上げた。商業的にも大成功し、以来、多くのアウトドア系パンツのデザインにおけるベンチマークとなっている。彼が愛情を込めて呼んだポータレッジ（またはCliff Dwelling）もグラミチを通じて製造され、商業的に流通した。
その他、80年代前半ジョン・バーカーと共に、革新的なラバーを搭載した"Fire"ロッククライミングシューズの開発に従事し、クライミングシューズでも新たなスタンダードを確立する。
その後1999年にグラミチを離れ、マイクはパタゴニア (企業)などでのコンサルタントや、いくつかのシューズブランドの立ち上げ、その他さまざまな製品設計を手伝うなどアウトドア製品の開発に携わり続け、2000年、新たなアウトドア・アパレルブランド「ROKX（ロックス）」、その後「STONEMASTER（ストーンマスター）」を創設する。